# Sinestro Corps
Il Sinestro Corps, noto anche come il Corpo delle Lanterne Gialle, è un gruppo di personaggi dei fumetti DC Comics, analogo al Corpo delle Lanterne Verdi. È guidato dal supercriminale Sinestro.

## Storia

### Prima del Corpo
Parallax è un parassita spaziale, un'entità ancestrale incarnazione della paura che fu imprigionata all'interno della Batteria del Potere Centrale sul pianeta Oa, al centro dell'Universo. Infatti l'unico potere che era in grado di contenere Parallax e la paura che era in grado di diffondere nell'universo era il potere della forza di volontà, ovvero l'energia verde racchiusa nella Batteria del Potere Centrale di Oa. Col passare del tempo, l'entità prigioniera riuscì ad intaccare questo potere contaminandolo con la paura che prese il nome di impurità gialla e che fu la causa dell'inefficacia degli anelli del potere delle Lanterne Verdi verso il colore giallo.
Dopo che Sinestro divenne cattivo, fu bandito dai Guardiani dell'Universo su Qward, nell'Universo di anti-materia. Quando fece ritorno, portava un anello del potere che utilizzava un'energia gialla. Dopo vari conflitti con la Lanterna Verde della Terra Hal Jordan, fu imprigionato al centro della Batteria del Potere. Qui fu in grado di utilizzare il suo anello, che utilizzava la paura, invece della volontà, come fonte di potere, per svegliare Parallax dall'ibernazione. Essendo tutti gli anelli connessi alla Batteria centrale del potere, Parallax e Sinestro riuscirono ad insinuare il potere della paura nell'anello e nell'animo di Hal Jordan. La disperazione per la distruzione della sua città natale Coast City e per la morte di milioni di persone fu propizia per Parallax per insinuare il suo potere in Jordan il quale iniziò a pensare che, se avesse ottenuto abbastanza potere, avrebbe potuto anche resuscitare la sua città. Per fare questo cercò di recarsi su Oa e di fondersi con l'energia della Batteria Centrale del Potere, cosa che avrebbe ovviamente liberato Parallax dalla sua prigionia. Tutti i membri del Corpo delle Landerne Verdi gli si opposero ma Hal, disperato, li sconfisse a uno a uno lasciandoli a morire nello spazio. Distrutto il Corpo delle Lanterne Verdi, Jordan raggiunge Oa e si fonde con la Batteria Centrale, liberando Parallax che si impossessa del suo corpo. I Guardiani nel disperato tentativo di mantenere vive le Lanterne Verdi si sacrificano prosciugandosi di tutte le proprie energie per creare un ultimo anello del potere che consegnano a Ganthet, il più giovane di loro e l'unico a restare in vita, da consegnare a qualcuno di meritevole che porti avanti la battaglia per la pace dell'universo: Ganthet trova Kyle Rayner che diventa l'ultima Lanterna Verde.

### Unità d'assunzione
Dopo che il Corpo delle Lanterne Verdi fu ricostituito con il ritorno di Hal Jordan, il Corpo di Sinestro cominciò attivamente un processo di reclutamento, offrendo anelli gialli e ruoli importanti all'interno del Corpo a tutti coloro che "incutevano una grande paura". Membri del Corpo furono immediatamente portati su Qward per "essere fisicamente e mentalmente addestrati".
Così come le Lanterne Verdi, anche i membri del Corpo di Sinestro avevano un loro settore di competenza. Anche Qward possedeva un'enorme Batteria del Potere sulla sua superficie come quella utilizzata su Oa. Sebbene il Corpo di Sinestro utilizzasse la paura, al contrario delle Lanterne Verdi e dei Guardiani, Sinestro affermò che il loro scopo era di portare ordine nell'universo, cosa che secondo lui i Guardiani non erano riusciti a fare.
Arkillo, un grande e grosso alieno malvagio imprigionò tutti i guerrieri di Qward e li costrinse a costruire sempre più anelli gialli, programmandoli per creare una breccia tra gli universi materiale e anti-materiale, così da poter trovare nuovi portatori. Arkillo servì nel Corpo in qualità di Sergente Istruttore, un ruolo simile a quello ricoperto da Kilowog nel Corpo delle Lanterne Verdi.
I membri reclutati includevano, oltre a Sinestro e Arkillo, anche Karu-Sil, cresciuta dagli animali; Despotellis, un virus senziente capace di attaccare le Lanterne Verdi dall'interno; e Bedovian, il cecchino del Corpo, capace di far fuori un obiettivo da tre settori di distanza.
Durante questa fase, il Corpo di Sinestro tentò di reclutare perfino Batman, noto anche ad alcuni alieni per la sua capacità di incutere terrore. Tuttavia, la forza di volontà di Batman unita alla sua precedente esperienza nel portare un anello del potere gli permisero di rifiutare l'anello giallo evitando di esser trasformato in un soldato di Sinestro. L'anello giallo cercò un rimpiazzo e scelse Amon Sur, rancoroso figlio di Abin Sur, recatosi sulla Terra nel tentativo di rubare l'anello di Hal Jordan.

### La profezia
Fu rivelato che, dopo indicibili millenni, i Guerrieri di Qward, Ranx La Città Senziente, i Figli del Lobo Bianco, e l'Impero delle Lacrime, si unirono per battere Il Corpo delle Lanterne Verdi. Questa guerra fu largamente ignorata finché nuovi Manhunters non cominciarono ad apparire in tutto l'universo. Hal Jordan ne incontrò uno sulla Terra e, con Guy Gardner, seguì la loro scia sul Settore 3601. Hal e Guy trovarono molte Lanterne Verdi, tutte uccise durante la saga Emerald Twilight, ed il nuovo comandante dei Manhunters Hank Henshaw, il Cyborg Superman. I Manhunters furono sconfitti e la testa di Henshaw fu portata su Oa. Il Libro di Oa conteneva un capitolo proibito sulla Rivelazione cosmica, che includeva la seguente profezia:
"Una faccia di metallo e carne parlerà dei segreti dei 52.

La paura aumenterà.

La volontà scemerà.

Ed una guerra di luce libererà la verità dietro il potere dell'anello."
- Libro di Oa, Lanterna Verde (quarta serie) n. 20
Dopo questa interrogazione, i Guardiani appresero che Henshaw era a conoscenza dei 52 universi paralleli e che la Nuova Terra sarebbe stata distrutta, il nuovo multiverso sarebbe collassato e l'universo anti-materiale avrebbe preso il suo posto. Due dei Guardiani, Ganthet e Sayd, avvertirono gli altri Guardiani di non ignorare la profezia poiché avrebbe potuto distruggere il Corpo della Lanterne Verdi.

### La guerra del Sinestro Corps
Dopo la sua sconfitta in Lanterna Verde: Rinascita, gli eventi di Lanterna Verde: Sinestro Corps n. 1 vedono la ritirata di Sinestro su Qward. Qui organizza un'armata, il Sinestro Corps, che si basa sulla capacità dei membri di incutere paura. Ogni membro è armato di un anello giallo del potere, imitazione di quello verde del Corpo delle Lanterne Verdi. Tra gli alleati di Sinestro vi sono Parallax ed il resuscitato Anti-Monitor. Il Sinestro Corps è ora pronto al suo assalto contro il Corpo delle Lanterne Verdi e l'intero universo: il primo atto sarà un cruento raid contro OA, nel corso del quale i Sinestro Corps oltre a commettere un massacro, libereranno Superman-Prime e del Cyborg Superman dalle loro celle scientifiche. Kyle Rayner verrà inoltre catturato e portato su Qward, dove Sinestro lo separò dal simbionte Ion permettendo a Parallax di possederlo. Hal Jordan, John Stewart, e Guy Gardner si recheranno su Qward per liberarlo, successivamente raggiunti dalle Lanterne Perdute; i due gruppi si scontreranno prima con Rayner posseduto da Parallax e poi con l'Anti Monitor, fallendo nel proprio scopo primario ma riuscendo a distruggere la fabbrica degli anelli gialli, bloccando così, almeno in parte, il reclutamento.
Stante la massiccia offensiva portata dai membri del Sinestro Corps contro tutte le Lanterne Verdi dell'universo, i Guardiani prenderanno la decisione di riscrivere il loro testo sacro, il Libro di Oa: essi aggiungeranno 10 nuove leggi, la prima e più importante delle quali è l'autorizzazione dell'uso della forza letale contro i membri del Sinestro Corps (Lanterna Verde, quarta serie, n. 23). Mentre le Lanterne Verdi si radunano su Oa in preparazione all'assalto de Sinestro Corps, quest'ultimo telerasporterà la propria Batteria del Potere Centrale sulla Terra invece che sul nuovo Mondoguerra, allo scopo di farne il proprio nuovo quartier generale, specchio corrotto di OA. Hal Jordan riuscirà tuttavia ad avvisare dell'invasione tanto il Corpo quanto gli eroi della Terra, consentendo loro di organizzare una controffensiva.
La Terra sarà dunque il teatro dello scontro finale. Hal, aiutato da John e Guy, riuscirà a liberare Kyle da Parallax e ad imprigionare l'entità nelle loro quattro batterie del Potere, frazionandone l'essenza. Ganthet e Sayd, nel frattempo espulsi dai Guardiani, riveleranno loro la profezia sulla "Notte più Profonda": essa prediceva la nascita di altri cinque Corpi, legata allo spettro emozionale. Dopo l'apparizione dei cinque Corpi mancanti, inizierà una "Guerra delle Luci", in cui tutti i Corpi verranno distrutti, conducendo così alla "Notte più Profonda" ed all'estinzione della vita nell'intero Universo.
I Guardiani, decisi a prender parte in prima persona alla battaglia, arrivarono sulla Terra e nominarono Sodam Yat come nuovo Ion donandogli il potere necessario a tener testa a Superboy Prime, dal quale sarà però sconfitto e ridotto quasi in fin di vita al termine di un violentissimo scontro. Dopo una lunga lotta a New York, il Sinestro Corps venne sconfitto e, successivamente, costretto ad unire le proprie forze a quelle dei suoi avversari per fermare la furia di Superboy Prime, in grado di tener testa, da solo, ad entrambi i Corpi e alla Justice League; solo il sacrificio estremo di uno dei Guardiani sarà in grado di arrestarlo, scagliandolo in un Universo Parallelo; nel frattempo, Hal e Kyle riusciranno a battere ed arrestare Sinestro a Coast City. Nell'immediato dopoguerra, (Lanterna Verde, quarta serie, n. 25), i Guardiani renderanno effettiva la seconda delle nuove leggi, ossia l'autorizzazione della forza letale contro qualsiasi nemico del Corpo ed istituiranno le Lanterne Alpha (sorta di ibrido tra una Lanterna senziente ed un Manhunter) allo scopo di investigare sulla condotta dei membri del Corpo. Allo scopo di prevenire la realizzazione della profezia sulla "Notte più Profonda", gli ex-Guardiani Ganthet e Sayd, nel frattempo stabilitisi sul pianeta Odym, crearono un anello del potere blu allo scopo di istituire un loro Corpo, che si basasse sulla propagazione della Speranza nel resto dell'universo. L'Anti-Monitor, spedito da Superboy Prime nello spazio profondo al culmine della battaglia, si ritrovò su un pianeta morto. Qui fu trasformato da un'entità sconosciuta in una Batteria del Potere nera.

### La notte più profonda
Conclusa la Guerra contro il Corpo di Sinestro, il successivo compito delle Lanterne Verdi fu rintracciare e distruggere i vari anelli gialli in cerca di un nuovo portatore. Tra questi vi era l'anello di Amon Sur, che tentò di reclutare l'auto-definito "Signore della Paura", Jonathan Crane. I membri sopravvissuti del Corpo di Sinestro portarono avanti la loro missione, diffondere la paura nell'Universo, non esitando ad uccidere familiari dei membri del Corpo delle Lanterne Verdi. Nel frattempo, Mongul mise in atto il suo tentativo di prendere il comando del Corpo di Sinestro, approfittando della prigionia di quest'ultimo. Dopo aver ottenuto cinque anelli in più, uccidendo membri del Corpo che rifiutarono di seguirlo, Mongul invase il pianeta Daxam, nominandolo nuovo quartier generale del Corpo e quindi assunse il comando dell'intero Corpo di Sinestro dopo aver battuto Arkillo in un violento combattimento uno contro uno. Il suo dominio a Daxam sarà però di breve durata: grazie all'intervento di Sodam Yat, sacrificatosi per tramutarne il sole da giallo in rosso, i daxamiti, assunti poteri paragonabili in tutto e per tutto a quelli di Superman, si ribelleranno, decimando gli invasori e scacciandoli. Mongul deciderà così di invadere e schiavizzare Korugar.
In "Rage of the Red Lanterns" n. 1, avvertito dalla Guardiana Rinnegata Scar, un gruppo di membri del Corpo di Sinestro, ancora leali al loro vecchio leader, pianificheranno un'imboscata per liberarlo mentre veniva trasportato su Korugar, dove sarebbe stata eseguita la sua condanna a morte. Il loro tentato salvataggio fu sventato da un attacco di Atrocitus e del suo Corpo delle Lanterne Rosse. Sinestro venne così rapito dalle forze di Atrocitus e portato su Ysmault, pianeta base delle Lanterne Rosse, allo scopo di infliggergli una morte quanto più lunga e dolorosa possibile, torturandolo sia fisicamente che mentalmente, ma furono fermati dall'intervento congiunto di Hal Jordan e di alcuni membri del Corpo di Sinestro. Dopo la fuga, Sinestro e il suo Corpo tornarono su Qward, rivelando l'esistenza di una Batteria del Potere di riserva; quindi, Sinestro ordinò ai suoi uomini di liberare immediatamente i membri del Corpo imprigionati sul pianeta Zamaron dalle Star Sapphires e di radunare tutti sul lato oscuro della Luna del pianeta Daxam, allo scopo di riportare nei ranghi i membri del Corpo nel frattempo divenuti fedeli a Mongul. Oltre ai membri imprigionati su Zamaron, alcuni membri del Corpo di Sinestro erano tenuti prigionieri su Oa; i loro anelli del potere erano tenuti in isolamento insieme agli altri anelli al fine di evitare che trovassero altri portatori. Quando la Lanterna Rossa Vice, aiutata ancora da Scar, venne liberata dalla prigioni, scatenò un attacco massiccio che provocò un'evasione di massa dalle Celle Scientifiche, massacrando indifferentemente tanto i membri del corpo Giallo quanto di quello Verde. Approfittando di ciò, Scar liberò gli anelli gialli, che tornarono dai loro padroni; nuovamente armati, i membri del Corpo di Sinestro ingaggiarono una battaglia con le Lanterne Verdi e con Vice, finendo con l'esser decimati dalle Lanterne Alpha.
La fazione del Corpo guidata da Sinestro, pianificò un raid sul pianeta Zamaron, casa madre delle Star Sapphires, al fine di riprendersi i membri femminili del Corpo tenute prigioniere laggiù. La battaglia venne però sospesa dall'assalto delle Lanterne Nere, guidate da Amon Sur che daranno battaglia ad entrambe le fazioni, mettendole in fuga e provocando il crollo della Batteria Centrale della Luce Viola. La faida tra Mongul e Sinestro avrà quindi termine: i due si scontreranno duramente su Korugar e, nonostante un iniziale svantaggio, sarà quest'ultimo a riportare la vittoria, spegnendo gli anelli gialli del suo avversario, mutilandolo del braccio destro e rinchiudendolo nella Batteria Gialla; Sinestro sancirà quindi una tregua con le Lanterne Verdi. Nel corso della guerra contro le Lanterne Nere, il Sinestro Corps lotterà al fianco degli altri Corpi fino alla resa dei conti a Coast City, offrendo un contributo determinante.

## Membri principali

### Leader
- Sinestro: Leader e fondatore del Corpo delle Lanterne Gialle.
- Parallax: Approvatore ed ispiratore del Corpo di Sinestro. L'"Impurità Gialla" del Corpo delle Lanterne Verdi responsabile della caduta di Hal Jordan. Parallax possedette Kyle Rayner dopo che l'entità Ion fu espulsa dal suo corpo da Sinestro.
- Anti-Monitor: "Il Guardiano della Paura". Responsabile degli eventi di Crisi sulle Terre infinite, l'Anti-Monitor è una minaccia quasi infinita. Ritornato negli eventi di Crisi Infinite e 52, si allea con Sinestro per formare il Corpo di Sinestro. Il suo piano è lo stesso di Crisi sulle Terre Infinite, divenire il solo ed unico signore dell'Universo anti-materiale con prevalenza su quello materiale.
- Cyborg Superman: Araldo. L'ibrido uomo-macchina che si spacciò per Superman e distrusse Coast City, ed infine Gran maestro dei Manhunters. Sebbene collabori con il Corpo di Sinestro, lo fa solo se è sicuro che si possa morire; è leale all'Anti-Monitor solo e soltanto perché sa che può distruggerlo da un momento all'altro. Henshaw viene ucciso alla fine della storia Sinestro Corps War solo per essere resuscitato ancora una volta dai Manhunters.
- Superman-Prime: Araldo. Una degenerata e immatura versione di Superman dalla distrutta Terra Prime e antagonista principale di Crisi infinita.

### Portatori dell'Anello
Come nel Corpo delle Lanterne Verdi, il Corpo di Sinestro ha 7200 membri, 2 per ogni settore dello spazio.
- Amon Sur (del settore 2814): Figlio della Lanterna Verde deceduta Abin Sur. Il suo anello tentò di reclutare Batman come membro del Corpo del suo settore, ma dopo la morte di Amon Sur, tentò invece di reclutare lo Spaventapasseri. Alla fine fu distrutto dai Guardiani.
- Ampa Nnn (del settore 3517)
- Arkillo (del settore 674): Sergente Istruttore e carnivoro. Uno dei primi membri del Corpo di Sinestro. Descritto da Geoff Johns come il "Kilowog del Corpo di Sinestro".
- Bedovian (del settore 3): Un cecchino con la forma di un paguro cannibale che può uccidere da 3 settori di distanza. Fu localizzato e ferito da John Stewart.
- Borialosaurus (del settore 3001): il membro più anziano del Corpo di Sinestro e uno dei membri sopravvissuti di una razza di animali di mare carnivori a cui fu data la caccia dopo che ebbero sterminato dozzine di Guardiani.
- Braach (del settore 3064): Un Selachiano che si nutre di delfini spaziali feriti, attraendo le attenzioni dell'amante di delfini spaziali e killer professionista Lobo.
- Bur'Gunza (del settore 3561)
- Despotellis (del settore 119): Virus senziente che uccide dall'interno, responsabile della morte dell'85% degli abitanti del settore 119 compresa la madre di Kyle Rayner. Despotellis venne sconfitto da Leezle Pon, una Lanterna Verde virus di Smallpox. Si sa di lui che fu imprigionato su Oa.
- Devildog (del settore 1567)
- Duel Enkham (del settore 3550): un essere con una personalità doppia. Una parte di lui vorrebbe uccidere e mutilare nel modo più raccapricciante possibile, mentre l'altra parte preferisce metodi di assassinio più sofisticati. L'anello del Corpo di Sinestro si auto-colloca sul suo lato malvagio. Le due parti furono costrette a servire Mongul in Il Corpo delle Lanterne Verdi n. 23. Annoiato dai continui litigi, Mongul utilizzò il suo anello per separare le due parti. Il lato violento venne ucciso da Guy Gardner, e l'altro lato fu fatto a pezzi da un altro attacco delle Lanterne.
- Enkafos (del settore 2981): coordinò gli attacchi del Corpo di Sinestro su Mogo e fu infine ucciso da Sodam Yat. Ethan Van Sciver lo descrive come un'analogia del Salaak delle Lanterne Verdi.
- Fatality (del settore 1313): Nemica di lunga data del Corpo delle Lanterne Verdi, Fatality fu catturata dagli abitanti di Zamaron e incastonata in un cristallo viola progettato per convertire il suo anello del potere in un anello della Star Sapphire. Il recente completamento della conversione di Fatality, fa di lei ora un membro del Corpo delle Star Sapphire.
- Feena Sik (del settore 2897): Un'artista le cui creazioni vengono alla vita e massacrano ogni cosa vivente.
- Flayt (del settore 2751).
- Gleen (del settore 212): Gleen è uno dei gremlyns Kroloteani responsabili delle trasformazioni di Hector Hammond, di Mano Nera, e dello Squalo, ed ha lavorato con ogni pattern evolutivo di oltre un migliaio di specie. Tra queste specie, Gleen è considerato il più crudele e contorto.
- Haasp Il Cacciatore (del settore 3492).
- Horku (del settore 2).
- Karu-Sil (del settore 2815): Una selvaggia cresciuta dagli animali. Karu-Sil fu catturata dagli abitanti del pianeta Zamaron e fu intrappolata in un anello del potere convertito in cristallo. Prima che Fatality fosse liberata dalla prigionia, la conversione di Karu-Sil venne mostrata ancora incompleta.
- Kiriazis (del settore 1771): Un membro del Corpo di Sinestro che "acceca e tortura, sparando schegge di laser dal suo anello". Si scoprirà più tardi che utilizzò la sua fisiologia aracnidea per metabolizzare l'energia dell'anello per farne uscire ragnatele. Kiriazis fu catturata dagli abitanti del pianeta Zamaron e fu intrappolata in un anello del potere convertito in cristallo.
- Kretch (del settore 3545).
- Kryb (del settore 3599): Una strega che uccide le Lanterne Verdi genitori e immagazzina i loro figli in una prigione che ha sulla schiena. Altri membri del team di Kyle Rayner attaccarono Kryb nel Settore Casa, causando un'esplosione che causò la caduta dell'orbita del Settore House verso il pianeta. Kryb fu presa da Miri Riam sul pianeta Zamaron, e fu intrappolata in un anello del potere convertito in cristallo.
- Lyssa Drak (del settore 3500): Custode del Libro di Parallax. Dopo essere stata imprigionata dal Corpo delle Lanterne Verdi, andrà in cerca del Libro. Durante la sua ricerca, trovò il Libro del Nero e fu rinchiusa tra le sue pagine da Scar.
- Low (del settore 3308).
- Maash (del settore 863).
- Mallow (del settore 614).
- Mongul (di Debstam IV, settore 2811): Figlio di un nemico di lunga data di Superman. Dopo la fine della guerra, trovò un membro del Corpo di Sinestro allo sbando e gli spezzò il collo, prendendo il suo anello per sé. Fu sconfitto dalla Lanterna Verde Bzzd, quando questi lo attaccò dall'interno, volando attraverso i suoi occhi. Mongul venne quindi trattenuto sul pianeta Pietà Nere, dove Madre Pietà intendeva utilizzare il suo corpo come cibo per i suoi figli. Mongul riuscì a liberarsi e a fuggire dal pianeta.
- Moose (del settore 3333).
- Murr (l'Uomo Fusione del settore 3490).
- Peacemaker (del settore 2): Selezionato dalla Terra per unirsi al Corpo di Sinestro, l'alieno Reach posizionò uno scarabeo nella sua spina dorsale facendo di sé un agente comune con l'intento di uccidere Jaime Reyes, Blue Beetle.
- Il Quintetto: Cinque membri (Ena, Pente, Tessera, Theo e Tria), le cui specie non possono essere identificate dall'anello del potere delle Lanterne Verdi. Attaccarono le famiglie delle Lanterne Verdi, facendo piovere gli occhi delle loro vittime su Oa. Quattro di loro furono arrestati dalle Lanterne Verdi, tranne Ena, che si suicidò per evitare la cattura.
- Ranx la Città Senziente (del settore 3272): Una città robotica volante e intelligente, a cui fu destinata l'uccisione di Mogo.
- Romat-Ru (del settore 2813).
- Scivor (del settore 3106).
- Schlagg-Man (del settore 3493).
- Seer Ruggle (del settore 2700): Seer è la Padrona delle Bombe di Rorc, ed è la responsabile della costruzione di sei bombe attraverso l'universo, una delle quali donò ai Figli del Lobo Bianco per distruggere Mogo.
- Setag Retss (del settore 1155).
- Sirket (del settore 1110): Un insetto che vive nello spazio tra le dimensioni.
- Slushh (del settore 3376).
- Sn'Hoj (del settore 3201).
- Spaventapasseri (dal settore 2814).
- Snap Trap (del settore 3189).
- Smithwick (del settore 1418).
- Starro: Un alieno parassita che crea copie di sé per prendere possesso degli organismi senzienti e prende controllo delle loro menti.
- Tekik (del settore 3281).
- Tri-Eye (del settore 3145).
- Ugg-l (del settore 53): Un alieno femmina con un occhio al posto della bocca (per gli umani) e due bocche al posto degli occhi. Venne uccisa dalle Lanterne Alpha durante l'esecuzione di massa dei prigionieri di Oa.
- Lanterna Gialla (del settore 1284, anagramma del settore 2814): Un cittadino del Mondo Bizzarro che venne scelto come membro del Corpo. Ignorò i comandi dell'anello finché questo non prese il controllo della sua volontà e lo portò alla battaglia. Ebbe un cameo in Lanterna Verde n. 25. Questo portatore dell'anello non è altro che la versione Bizzarro di Hal Jordan.
- Molti altri personaggi furono mostrati nelle bozze dei fumetti, ma non comparvero. Ethan Van Sciver affermò che ci saranno un personaggio Frankenstein e uno "Strano Piccolo Robot". Il membro "simil-Frankenstein" fece una piccola comparsata in Sinestro Corps Special, comparendo dietro Sinestro.

## Giuramento
Quando ricaricano il loro anello, i membri del Corpo di Sinestro ripetono questo giuramento:
(Sinestro, Green Lantern: Sinestro Corps Special, n. 1, giugno 2007)

## Armi ed equipaggiamento
Ogni membro del Corpo di Sinestro utilizza un anello del potere giallo costruito su Qward. A differenza degli anelli delle Lanterne Verdi, gli anelli gialli traggono il loro potere dalla paura e non dalla volontà. Gli anelli del potere gialli vengono ricaricati dai Manhunters, che posseggono batterie del potere gialle all'interno di sé stessi, che a loro volta sono collegati ad una grande Batteria del Potere Gialla su Qward. Diversamente dalle limitazioni di ricarica comune a tutti i Corpi, l'unica debolezza conosciuta è che il loro potere può essere prosciugato dall'anello del potere di una Lanterna Blu.

## Altri media
I membri del Corpo di Sinestro fecero un cameo durante la raffigurazione finale di Hal Jordan in Mortal Kombat vs DC Universe, combattendo il Corpo delle Lanterne Verdi per controllare la Piramide di Argus.
Nel film animato Lanterna Verde: Prima missione, quando Sinestro prende possesso della Batteria del Potere gialla e del relativo anello, la sua uniforme delle Lanterne Verdi si trasforma nell'uniforme utilizzata nel Corpo di Sinestro, completa di simbolo. A parte l'uniforme, tuttavia, non ci sono indicazioni se Sinestro intende pianificare la formazione di una forza militare.
Compaiono in Injustice: Gods Among Us durante il finale di Sinestro.